# 基洛夫斯克 (盧甘斯克人民共和國)
霍卢比夫卡（羅馬化：Holubivka），俄罗斯当局称基洛夫斯克（羅馬化：Kirovsk），法理上是乌克兰东部盧甘斯克州阿尔切夫斯克区卡季伊夫卡市镇内的城市，事实上为俄罗斯卢甘斯克人民共和国的直辖市。該市距離首府卢甘斯克51公里，始建於1764年，面積34.96平方公里，海拔高度189米，2022年人口数量为26,654人。自2014年起该市为卢甘斯克人民共和国实际控制。

## 城市名称
1962年，该市被更名为“基洛夫斯克”以纪念苏联布尔什维克党早期领导人谢尔盖·基洛夫。2016年，根据去共化法律，乌克兰政府将该市改名为“霍卢比夫卡”，但俄罗斯当局仍沿用旧名。